# Hadja Saran Daraba Kaba
Hadja Saran Daraba Kaba née en 1945 à Coyah en république de Guinée.
Elle est la fondatrice du Réseau des femmes de l'union du fleuve Mano pour la Paix.

## Biographie
Hadja Saran Daraba est issue d'une famille moins aisée, son père fut un militaire sous le régime du feu président Ahmed Sékou Touré. 
En 1996 elle devient ministre des Affaires sociales et de la Promotion féminine et de l'enfance.

## Élection présidentielle
En 2010, lors de l'élection présidentielle, elle est la seule femme en lice sur 24 candidats.

## Union du fleuve Mano
Entre septembre 2011 et 2017, Hadja Saran Daraba est la secrétaire générale de l’union du fleuve Mano.

## Ouvrages

### Préfaces
- Kadiatou Konaté (préf. Hadja Saran Daraba), Les Mères de la Liberté : Femmes et luttes pour l’indépendance en Guinée, Conakry, L'Harmattan Guinée, 8 mai 2025, 134 p. (ISBN 978-2-336-53736-8)[5].